# بنجامين د. برايس
بنجامين د. برايس (بالإنجليزية: Benjamin D. Price)‏ هو مهندس معماري أمريكي، ولد في 3 سبتمبر 1845، وتوفي في 19 سبتمبر 1922.